# Komet Olbers
Komet Olbers ali Olbersov komet (uradna oznaka je 13P/Olbers) je periodični komet z obhodno dobo 69,5 let. Pripada Halleyjevi družini kometov.

## Odkritje
Odkril ga je nemški astronom Heinrich Wilhelm Mathias Olbers (1758–1840) 6. marca 1815.

## Opazovanja
Njegovo tirnico je prvi določil nemški matematik, astronom in fizik Carl Friedrich Gauss. Friedrich Bessel je izračunal obhodno dobo 73 let, pozneje pa 73,9 let. Izračuni drugih astronomov so se gibali med 72 in 77 leti.
Nazadnje so komet opazili leta 1956, najbliže Zemlji pa bo 10. januarja 2094. Nekatera predvidevanja pravijo, da je Olbersov komet povezan z meteorskim rojem na Marsu.